# Тодос
Тодос или Тодосак — армянский архитектор VI—VII веков. Точных данных о месте рождения Тодоса нет. Известно лишь то, что он будучи по национальности армянином, жил и творил в VI—VII веках. Им были возведены ряд храмов в средневековой Армении и Грузии.

## Возведенные храмы
- Атенский Сион [1][2]
- Аванский собор[англ.]  - построен в промежутке с 588 по 597 год[3]
- Джвари - возможно, возведен Тодосом. Построен в промежутке с 605 по 642 год[3]